# Strandbad Klagenfurt

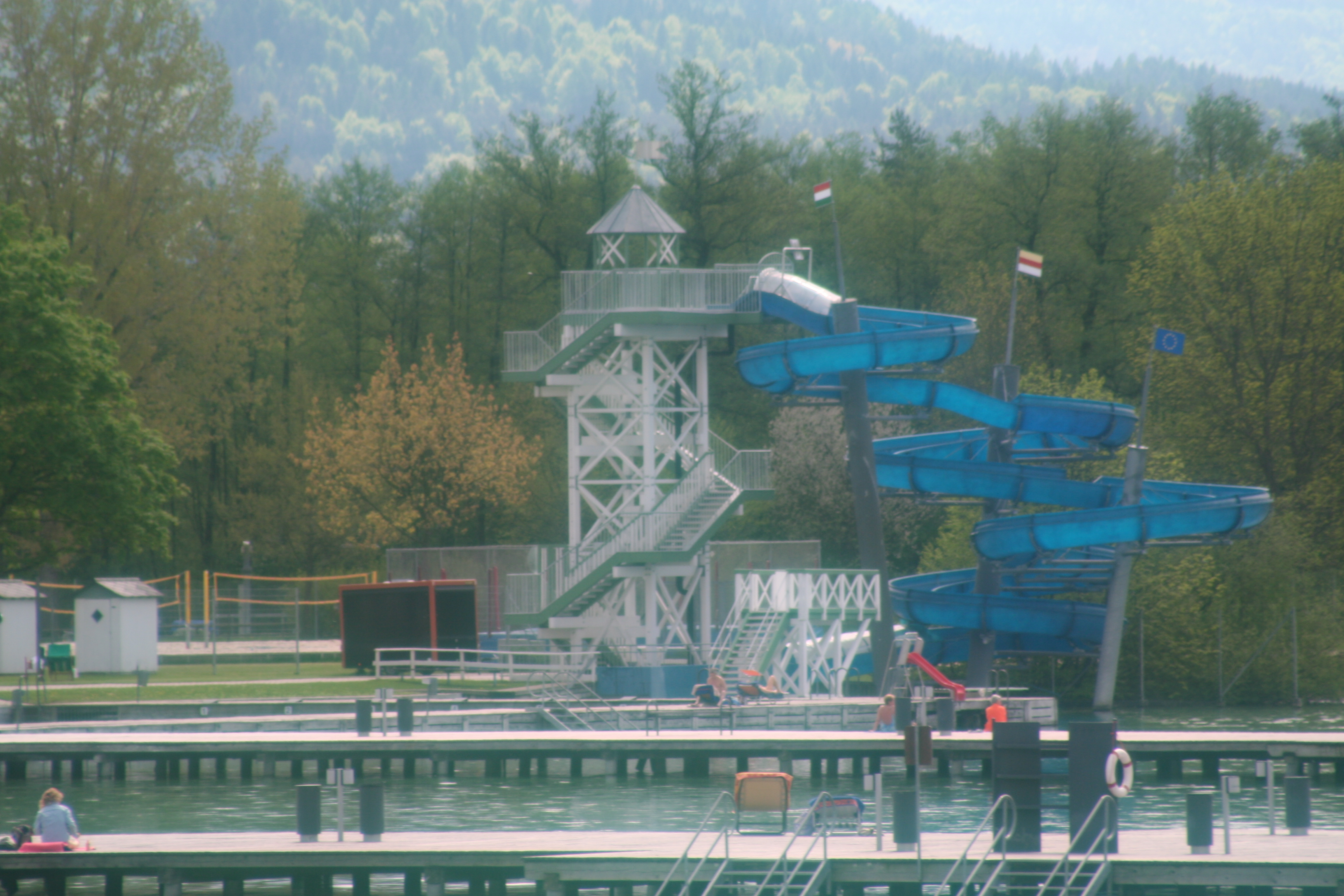
Wasserrutsche im Strandbad Klagenfurt

Das Strandbad Klagenfurt ist eines der größten Binnenseebäder Europas. Es wurde im Jahr 1924 eröffnet und seither mehrfach erweitert. Es liegt am Ostufer des Wörthersees im Stadtgebiet Klagenfurts. Der Wörther See erreicht hier, vor der Klagenfurter Bucht (Ostbucht), seine maximale Breite von 1,7 km.
Die 1927 entstandene Eingangshalle steht gemeinsam mit einem Kabinentrakt aus derselben Zeit unter Denkmalschutz (Listeneintrag).
Über die Autobahn A2 und die Stadtbuslinien ist das Strandbad gut zu erreichen. Bis zum Jahr 2016 fand dort der A1 Beach Volleyball Grand Slam statt. Seit dem Jahr 1998 startet der Schwimmbewerb "Ironman Austria" im Strandbad. Betreiber des Strandbads wie auch des kleineren Strandbads Loretto (eröffnet 1835) auf der gleichnamigen Halbinsel sind die Stadtwerke Klagenfurt. Das in der Ostbucht gelegene Strandbad Maiernigg ist ebenfalls den Bäder der Stadtwerke zugehörig, wird jedoch als Familienbad von einem Partnerunternehmen geführt.

## Geplante Bauvorhaben
Folgende Um- und Neubauten sind mit Stand März 2023 von den Stadtwerken zu Gesamtkosten von etwa 15 Mio. € beabsichtigt:
- Sanierung des Freibads
- Rückbau (und Verlegung) der in die Wasserfläche ragenden Sunset-Bar
- Entsiegelung von Flächen
- Bau eines Hallenbads bis Ende 2024
- Bau einer Saunalandschaft bis zum See bis 2025 – um 7–9 Mio. €.[2]